# 송학초등학교 (충북)
송학초등학교는 대한민국 충청북도 제천시 송학면 시곡리에 있는 공립 초등학교이다.

## 학교 연혁
- 1931년 5월 22일 송학공립보통학교(4년제) 개교설립인가 5월 1일
- 1938년 4월 1일 송학공립심상소학교(6년제)로 개칭
- 1941년 4월 1일 송학공립국민학교로 개칭
- 1991년 3월 1일 송한분교장 통합, 병설유치원 설립인가
- 1993년 3월 1일 송한분교장 폐교
- 1996년 3월 1일 송학초등학교로 개칭
- 2008년 2월 19일 제75회 졸업(졸업생 23명, 누계:5,463명)
- 2008년 9월 1일 제32대 우광수 교장 부임
- 2010년 10월 29일 송학솔빛관 개관(847.82m2)
- 2012년 3월 6일 꿈키움도서관 리모델링(76m2)
- 2021년 3월 2일 입석초등학교 통폐합
- 2023년 12월 26일 제91회 졸업식(졸업 8명, 누계 5641명)
- 2024년 3월 1일 초등학교 7학급(특수학급 1), 유치원 2학급(유치특수 1) 편성

## 참고 자료
- 송학초등학교 - 한국교육학술정보원 학교알리미

## 학교 상징
- 교조 - 두루미 : 천연기념물 제202호이며 국제보호조인 두루미는 한자어로는 학이라고 부릅니다. 장수, 신성, 행복, 행운을 뜻하는 두루미는 우아하고 날렵한 몸매와 눈부시도록 하얀 모습 때문에 백의민족이라 불리던 우리 민족의 사랑을 많이 받아왔습니다. 두루미는 송학 어린이들이 순결하고 기품 있게 자라남을 상징합니다.
- 교화 - 매화 : 매화는 이른 봄 잎이 나기 전에 흰색, 붉은 색, 푸른 색 등 맑고 깨끗한 꽃망울을 터트려서 아름답고 기품 있는 자태를 뽐냅니다. 예로부터 난초, 국화, 대나무와 더불어 사군자 중의 하나로 선비들의 사랑을 많이 받아 온 매화는 우리 송학 어린이들 모두가 마음이 깨끗하고 부지런하며 진취적인 사람으로 자라남을 상징합니다.
- 교목 - 소나무 : 소나무는 우리나라를 대표하는 늘 푸른 나무로 전국 어디서나 잘 자라며 건축재, 펄프용재, 식용, 약용 등 쓰임새가 매우 많습니다. 예로부터 소나무는 굳셈, 강직함, 불로장수의 의미가 담겨 있어서 나무 중의 으뜸으로 여겨왔으며 송학 어린이들이 씩씩하고 바르게 자라서 우리 사회에 쓸모 있는 인재가 됨을 상징합니다.